# Североизточен приморски район
Североизточният регион заема 11 928 кв. км. – 10,8% от площта на страната. Той обединява областите с центрове Варна, Добрич и Шумен. Крайбрежието и гр. Варна са притегателни за населението от вътрешността на региона. Мястото му в националната икономика се определя от стъкларската и порцеланово-фаянсовата промишленост, машиностроенето, зърнопроизводството, морския транспорт и туризма. Единствено в тази част на черноморския шелф на страната се добиват полезни изкопаеми.

## Географско положение и граници
Североизточният регион е разположен в североизточната част на страната и има широк излаз на Черно море. Местоположението му осигурява значителни предимства за неговото социално-икономическо развитие. Черноморската граница създава условия за развитието на морския транспорт и е важен фактор за отраслите, развиващи се въз основа на вносни суровини. Североизточната граница съвпада с държавната граница с Република Румъния и е слабо усвоена в стопанско отношение. Границата е пресечена от международния път Констанца – Варна – Бургас – Малко Търново – Истанбул. Западната граница отделя региона от Северен централен регион. Южната граница минава по Източна Стара планина, лесно проходима е и свързва двата причерноморски региона.

## Природна среда и природни ресурси
Природните условия в региона са разнообразни и се отличават с регионална специфика. Климатът е умереноконтинентален, като по крайбрежието е изразено морското влияние. Валежните количества са средно около 500 mm и са по-малки от тези за страната. Релефът е разнообразен, преобладават равнини – Добруджа; платовидно-хълмисти земи – Фрагненско, Провадийско, Шуменско, Авренско плато; полупланински релеф – Източна Стара планина; крайморски низини.
Почвените ресурси са едно от най-съществените природни богатства на региона. Те са разнообразни, но преобладават черноземите – Добруджа и Лудогорието, които се характеризират с високо плодородие. В южните части на региона са разпространени сиво-кафявите и кафявите горски почви. Около 60% от поземления фонд на региона са обработваема земя.
Повечето находища на полезни изкопаеми са с малки запаси и на изчерпване. Находището на нефт край Шабла е изчерпано. Със стопанско значение са мангановите руди, които се добиват в Община Балчик. По южния бряг на Варненския залив – край нос Галата, е открит природен газ с промишлени запаси. По-големи са запасите на нерудни полезни изкопаеми – каменна сол край Провадия, каолин край гр. Каолиново, кварцови пясъци при Белославското езеро; в Авренското и Фрагненското плато има кариери за добив на варовик.
Водните ресурси са по-големи в южната част на региона – р. Провадийска, р. Камчия, и много по-малки в северната част, но като цяло са недостатъчни за потребностите на региона и особено на селското стопанство, тъй като в региона не протичат големи реки. В речните долини нивото на подпочвените води е високо и са изградени големи язовири – „Цонево“, „Тича“; чрез дълбоки сондажи в Добруджа са открити подземни води, които се използват за нуждите на поливното земеделие.
С промишлено значение са водите на Девненските извори, използвани за задоволяване потребностите на химическите предприятия. С регионално значение са минералните води на Варна и Каварна, езерата по добруджанското крайбрежие и горските ресурси от широколистна дървесина в Предбалкана и Източна Стара планина.

## Население и селищна мрежа
През 2004 г. населението е 1 278 112 души – 16,5% от населението на страната. Средната гъстота на населението в региона е 64 д./кв. км. То е разпределено неравномерно. Над една трета (36%) от него живее в Област Варна, 65% от населението е градско. Най-рядко е населена Община Крушари (14 д./кв. км) до границата с Румъния. Най-гъсто е населен районът на Варненската агломерация – 1347 д./кв. км.
Естественият прираст (2004) е -3,8‰ и е по-висок от средния за България -5,2‰. През 2004 г. раждаемостта е 9,6‰, за България е 9‰. Смъртността е 13,4‰ – по-ниска от средната за страната 14,2‰. Миграционната подвижност на населението е ниска и е главно в рамките на региона, преобладават миграциите от селата към градовете. В етническата структура доминира българското население с 69,2%. Следващата етническа група са турците – 22,5%. В региона живеят и цигани – 5,8%. Другите националности са 1,2%. Не се самоопределят 1,3%. Мнозинството от населението са християните 69%, а мюсюлманите са 27%.
Селищната мрежа се формира от 524 населени места – 23 града и 501 села. Четирите големи града в региона – Варна, Добрич, Шумен и Търговище са центровете, които поддържат селищното развитие. Характерни са малките градове като Върбица, Плиска, Каолиново, Нови пазар.

## Структура на стопанството
Предимствата на Североизточния регион – транспортно-географското положение, полезните изкопаеми, местните демографски ресурси, големият дял на обработваемата земя и развитата инфраструктура, благоприятстват развитието на стопанството в региона. Брутният вътрешен продукт на региона за 2003 г. е 4 847 924 000 лв. или 14% от този на България. От тях близо половината се падат на Област Варна, която играе ролята на мощен икономически локомотив за региона. БВП на човек от населението за 2003 г. е 3758 лв., което поставя региона на трето място.

### Първичен сектор
Земеделието е трети по значение отрасъл в стопанската система на региона със 17,7% и формира около 15% от общата селскостопанска продукция на страната. Производството на зърно, фураж, месо, мляко и други продукти в региона има определящо значение за хранителния баланс на страната – 1/5 от площите, засявани с културни растения в България. През 2004 г. регионът осигурява 1/3 от пшеницата, 1/2 от царевичното зърно и 10% от ечемика на страната. Средните добиви на пшеница от 1 дка са по-високи от средните за страната. На второ място по производство се нареждат техническите култури – 1/3 от слънчогледа на страната. От трайните насаждения най-големи площи заемат лозята, ябълките и прасковите. Аграрното стопанство на региона има основно, жизненоважно значение за поддържането на зърнения баланс в страната.
Животновъдството в Североизточния регион е представено с всичките си подотрасли. С най-голямо значение е говедовъдството. В зърнопроизводителните райони се развиват свиневъдството и птицевъдството, а в хълмистите и планинските – овцевъдството. В Шуменско се отглеждат ценни породи коне.
Горското стопанство е с незначителен дял в регионалното стопанство.

### Вторичен сектор
В Североизточния регион промишлеността дава 24% от брутния вътрешен продукт. Тя създава 10% от общата промишлена продукция на страната. Промишленият профил на регионалното стопанство се формира от 4 отрасъла – машиностроене, химическа, хранителна и лека промишленост. Само тези отрасли осигуряват 70% от промишлената продукция на региона.
Химическата промишленост е ориентирана към производството на минерални торове, соди, киселини, пластмаси – Девня; парфюмерийни и битови химически изделия – Шумен. Намалява делът на произвежданата продукция и на заетите в машиностроенето и електротехничестката промишленост. Пред сериозни производствени проблеми е изправено и тежкотоварното автомобилостроене в Шумен. Главен машиностроителен център в региона е Варна – дизелови двигатели, битова електроника, металообработване, корабостроене и кораборемонт, с филиални предприятия в Добрич, Шумен, Нови Пазар, Попово и Провадия, които са в тежко икономическо състояние през последните години и някои от тях са закрити. Богатата суровинна база в областта е фактор за специализацията на региона в стъкларската и порцеланово-фаянсовата промишленост и в производството на строителни материали – Нови Пазар, Каспичан, Шумен, Белослав, Девня.
Леката и хранителната промишленост осигуряват 21% от промишлената продукция на региона. Отрасълът е представен от консервната промишленост – Варна, Добрич, Балчик и др., мелничарската – Добрич, Шумен и др. Слънчогледова суровина се преработва в Шумен и Провадия, грозде във винарските заводи във Варна, Добрич, Преслав, Попово и Омуртаг. В Шумен и Варна има пивоварни заводи – 20% от производството на бира в страната. Месната промишленост е съсредоточена в Добрич, Варна, Шумен, млекопреработващата е разпространена в по-големите селища, а захарната – в Девня и Провадия. Характерни за региона са и производствата на алуминиеви профили, дограми и фолио – Шумен, конфекция – Варна, Добрич, Шумен, паркет – Долни чифлик.